# Slowenische National- und Universitätsbibliothek

Slowenische National- und Universitätsbibliothek

Die National- und Universitätsbibliothek  (slowenisch Narodna in univerzitetna knjižnica, NUK) ist die Nationalbibliothek von Slowenien und die Universitätsbibliothek der Universität Ljubljana. Sie ist auch die größte wissenschaftliche Bibliothek des Landes. Die Geschichte geht auf das Jahr 1774 zurück.
Die Bibliothek liegt in der Altstadt von Ljubljana westlich der Ljubljanica zwischen Gosposka ulica,  Turjaška ulica und Vegova ulica.
Das Bibliotheksgebäude wurde von Jože Plečnik an Stelle des Palais Auersperg (sogenannter Fürstenhof) im Zentrum Laibachs in den Jahren 1930 bis 1931 geplant und 1936 bis 1941 gebaut.
Das Gebäude wurde 1992 mit einer Abbildung auf der Rückseite des bis zur Euro-Einführung 2007 gültigen 500-Tolar-Scheines gewürdigt. Seit 2021 ist es Teil der Weltkulturerbestätte Die Werke von Jože Plečnik in Ljubljana – am Menschen orientierte Stadtgestaltung.